# 碉堡山號航空母艦
碉堡山號航空母艦（USS Bunker Hill CV-17）是一艘隸屬於美國海軍的航空母艦，為艾塞克斯級航空母艦的九號艦。她是美軍第一艘以碉堡山為名的軍艦，以紀念美國獨立戰爭中血腥的碉堡山戰役（Battle of Bunker hill）；艦上水兵暱稱之為假日特快（Holiday Express）。
碉堡山號於1941年開始建造；數月後日本偷襲珍珠港，美國正式參與第二次世界大戰，並加快建造碉堡山號等航空母艦。1943年碉堡山號開始參與太平洋戰爭，最終在沖繩戰役期間被神風自殺飛機重創而撤出戰場。戰後碉堡山號退役停放，雖先後重編為攻擊航母、反潛航母及飛機運輸艦，但未再出海執勤，而是留在聖地牙哥作電子測試平台。1966年碉堡山號除籍，於1973年出售拆解。

## 建造與早年服役

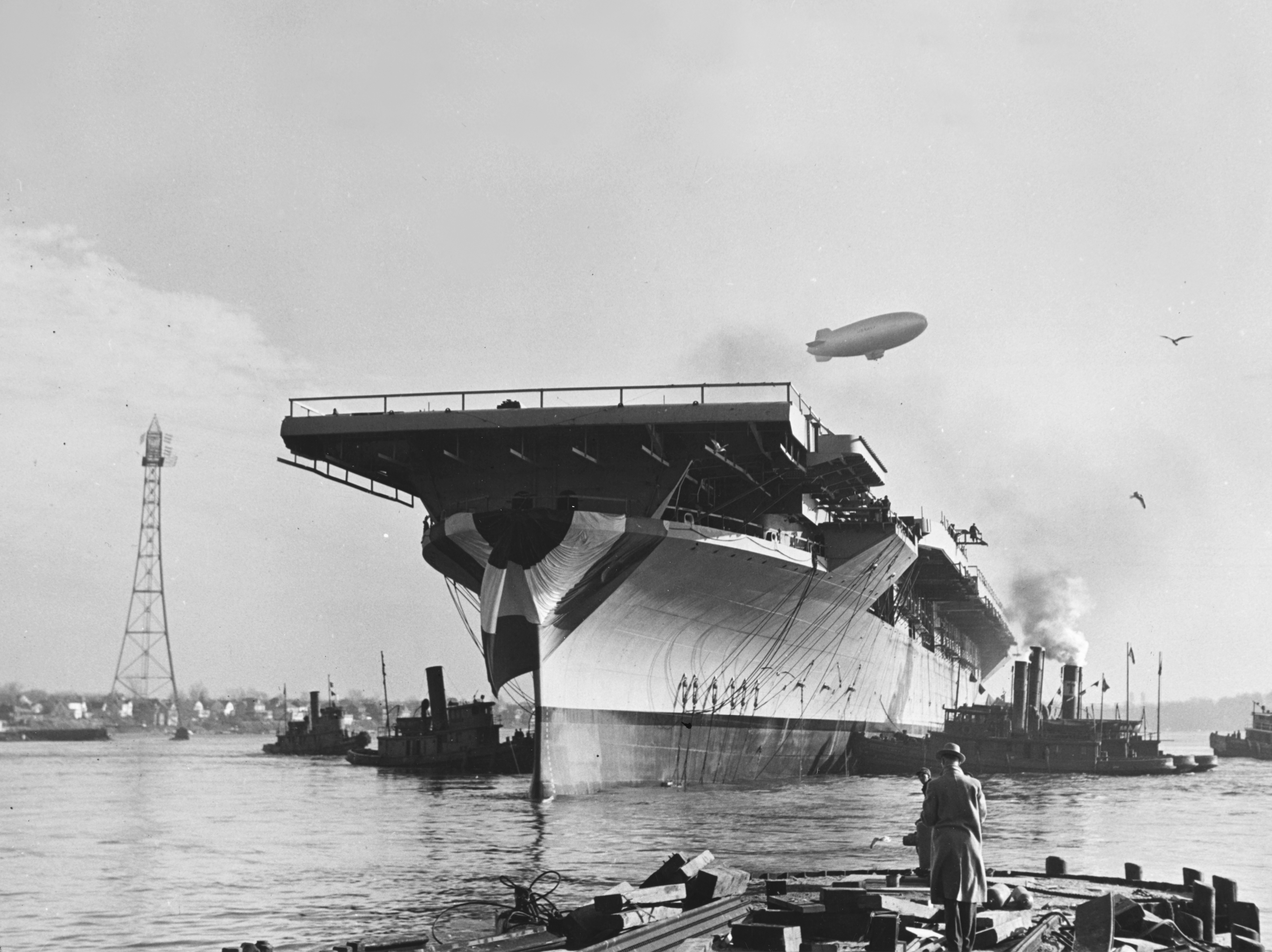
碉堡山號航空母艦於1942 年12 月7 日在美國麻薩諸塞州昆西市伯利恆鋼鐵公司前河造船廠下水

碉堡山號的龍骨在1941年9月15日於波士頓伯利恆鋼鐵的霍河造船廠置放；同年12月7日，日軍偷襲珍珠港，碉堡山號加快興建，到1942年12月7日下水，於1943年5月24日正式服役。稍後碉堡山號在千里達一帶試航，並搭載第17戰鬥機隊（VF-17），測試海軍新式戰鬥機F4U。9月4日，碉堡山號離開波士頓，先前往諾福克，再在10日離開，經巴拿馬運河到聖地牙哥，搭載額外飛機及人員。9月28日，碉堡山號離開聖地牙哥，於10月2日抵達珍珠港。由於零件不足，碉堡山號在珍珠港改搭載F6F參戰，預備到南太平洋。而第17戰鬥機隊被派到新畿內亞的陸上機場。

## 第二次世界大戰

### 馬紹爾群島戰事

#### 空襲拉包爾

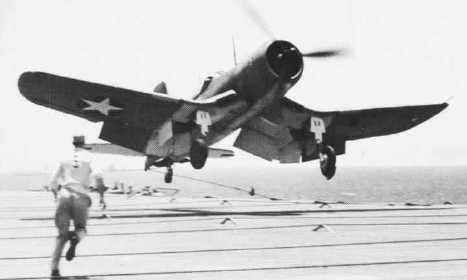
1943年間，第17戰鬥機隊的一架F4U在碉堡山號降落。此時F4U投入現役不久，仍有諸多問題，故海軍稍後禁止F4U在航空母艦服役。要到1945年，碉堡山號才再次搭載F4U。

碉堡山號抵達戰區之際，美軍正預備登陸吉爾伯特群島。海軍為此編組了第52及53特遣艦隊（Task Force 52 and 53），前者由珍珠港出發，登陸北面的馬金島（Makin）；後者則由新赫布里底群島的桑托島出發，登陸南面的塔拉瓦環礁；同時，海軍亦將第50特遣艦隊（Task Force 50）編為快速航空母艦艦隊（Fast Carrier Forces），以支援陸戰隊登陸兩島。碉堡山號被編入第三分隊（Task Group 50.3），與旗艦艾塞克斯號及獨立號同行，先攻擊拉包爾，在空襲後返回桑托島補給，並等待珍珠港的護航艦隻前來會合，最後則支援陸戰隊登陸塔拉瓦。
11月初，碉堡山號準備前往拉包爾。但不久前布干維爾島戰役爆發，海軍將第三分隊大半的巡洋艦及驅逐艦，調往布干維爾島東南角；分隊因此滯留桑托島，等待護航艦隻返回，到8日才起程出發；而薩拉托加號及普林斯頓號為首的第四分隊，在11月5日先空襲了拉包爾。
11日早上，碉堡山號等艦在拉包爾東南160英里（260）派出空襲機隊；第17戰鬥機隊的F4U及第33戰鬥機隊（VF-33）的F6F則分別由安東加機場（Ondonga）及薩基點機場（Segi Point）起飛，為航空母艦提供空中掩護。日軍偵察機在6時45分發現了美軍機群，隨即派出68架零式戰鬥機前往攔截；8時30分雙方在聖喬治角（Cape St. George）遭遇，但部分美軍的轟炸機成功擺脫，並在厚雲掩護下繼續前進。9時5分，艾塞克斯號的機隊率先轟炸港口；碉堡山號及獨立號的機隊則緊隨其後；由於能見度低，美軍無從得知攻擊成果，要到空襲後截取日軍無線電通訊，方知擊沉了涼波號；重創長波號；並擊傷阿賀野號；夕張號、浦風號及海風號僅受輕傷；而港口設施則輕微受損。
此時艦隊準備第二次空襲，而第17戰鬥機隊及第33戰鬥機隊則分別降落到三艘航空母艦加油，然後再次升空。不久日軍偵察機發現了艦隊位置，派出67架零式、27架九九式轟炸機及14架九七式轟炸機攻擊美軍艦隊。下午1時13分，艦隊雷達發現日軍飛機於119英里（192）外接近，但艦隊指揮蒙哥馬利（Alfred E. Montgomery）少將沒有派出截擊機，並在25分派出第二波空襲的轟炸機。51分，擔任掩護的第17戰鬥機隊及第33戰鬥機隊在艦隊40英里（64）外遭遇日機。雖然兩機隊的燃油短缺，但仍擊落多架戰機，稍後更在航空母艦附近低空與日機交戰；而碉堡山號等三艘航空母艦則集中編隊，與驅逐艦組成嚴密防空火網。54分時艦隊防空炮開始開火。
縱使美軍艦隊缺乏戰機防守，日機卻無法突破美軍防空火網，多被擊落，未能有效攻擊。下午2時12分，蒙哥馬利取消第二波空襲，並命轟炸機返航，協助艦隊防守。30分日本魚雷轟炸機試圖攻擊碉堡山號，但魚雷無一命中。40分空戰結束，美軍艦隊毫髮無損，僅十人受傷，並損失11架飛機；而日軍則損失超過39架飛機。由於日機集中攻擊碉堡山號，碉堡山號於當日發射的防空彈藥超過艾塞克斯號及獨立號的總和。當晚艦隊撤返桑托島，於13日抵達。

#### 塔拉瓦與馬金島
11月14日碉堡山號再次離港，前往支援美軍登陸塔拉瓦；19日美軍開始登陸馬金島，並在24日佔據環礁；而碉堡山號等則在18至19日空襲塔拉瓦，並摧毀兩座海防炮及三輛坦克。20日早上碉堡山號等再次空襲環礁；當晚分隊遭日軍16架魚雷轟炸機攻擊，獨立號被一枚魚雷擊中受創，而碉堡山號則沒有受損。陸戰隊在空襲後登陸塔拉瓦，但遭到日軍頑抗，至23日才佔領塔拉瓦。陸戰隊共有980人陣亡；而海軍的護航航空母艦利斯康灣號（USS Liscome Bay, CVE-56）則被潛艇擊沉，導致687人死亡；而島上近5,000名日軍及韓國勞工只有146人生還。由於死傷慘重，登陸塔拉瓦在美國一度引起輿論爭議。
戰鬥結束後，海軍重編第50特遣艦隊；碉堡山號於25日改編入薛曼（Frederick C. Sherman）少將指揮的第四分隊，並擔任旗艦，與蒙特利號、戰艦華盛頓號、阿拉巴馬號、南達科他號及北卡羅萊納號同行。戰艦由威利斯·李少將指揮，前往炮擊瑙魯的日軍機場。
12月8日，第四分隊抵達瑙魯東北50英里（80）海域，分成航空母艦及戰艦小組，開始轟炸及炮擊瑙魯。不過機場大半的日軍飛機早已轉移他處，只剩下十架左右，攻擊成效不大，分隊更折損了四架飛機，且博伊德號被海防炮擊中。稍後分隊返回桑托島休整。

#### 東京快車
12月21日，碉堡山號、蒙特利號、華盛頓號及六艘驅逐艦離開桑托島，暫時改編為第37特遣艦隊的第二分隊（TG 37.2），仍由薛曼指揮，前往攻擊新愛爾蘭島的省會卡維恩（Kavieng），同時阻截該處的東京快車（Tokyo Express，即日軍的運兵艦隻）支援瓜達爾卡納爾島。25日聖誕節早上，碉堡山號與蒙特利號派出31架F6F、27架SB2C及28架TBF，空襲卡維恩的港口，但港口內缺乏攻擊目標，艦隊僅擊沉一艘運輸艦及掃雷艦，並擊傷另一艘運輸艦。當晚日軍派11架飛機前來夜襲，但分隊成功迴避攻擊，沒有受損。接著數日，碉堡山號等繼續搜索，但沒有發現；而日軍熊野號、鈴谷號、大淀號及能代號則成功運輸物質到海軍基地特魯克。
1944年1月1日，碉堡山號在卡維恩以東220英里（350）派偵察機索敵，終於發現日軍巡洋艦，隨即派出轟炸機攻擊；不過日軍派出多架戰機掩護，且艦隊迴避得宜，碉堡山號及蒙特利號的攻擊幾乎無效，僅殺死能代號及大淀號共12名官兵，並使山雲號輕傷。4日分隊再次空襲卡維恩，僅輕傷文月號及皐月號。7日分隊返抵桑托島，預備與其他航空母艦合組，攻擊馬紹爾群島。雖然碉堡山號未能有效截擊東京快車，但因接連在聖誕及元旦假期作戰，水兵索性暱稱碉堡山號為假日特快（Holiday Express）。

#### 瓜加林與特魯克
碉堡山號返抵桑托島前一日（1月6日），第58特遣艦隊（Task Force 58，第五艦隊下的快速航空母艦艦隊）編成，由馬克·米契爾少將指揮。碉堡山號的分隊於18日前往富納富提會合艦隊，於20日抵達。23日分隊編入第58特遣艦隊的第三分隊（TG 58.3），仍由薛曼指揮；碉堡山號續任旗艦，同行的有蒙特利號、科本斯號及新澤西號。
1月25日，碉堡山號等第三分隊艦隻離港，支援即將登陸瓜加林的美軍。29日碉堡山號等空襲了瓜加林東南部，在30日至2月2日則空襲埃尼威托克島（Eniwetok）；而美軍則於1月31日開始登陸瓜加林，同時佔領無人防守的馬久羅，瓜加林戰役爆發。2月3日美軍完全佔領環礁，而碉堡山號則前往馬久羅休整，於5日抵達。
2月12日，第一、第二及第三分隊離開馬久羅，前往空襲特魯克。自太平洋戰爭爆發後，日軍在特魯克島建立海軍基地，儼如美國之珍珠港。武藏號、大和號及長門號均於此下錨；但環礁內的日艦，大多在美軍空襲前撤返日本。2月17日美軍艦隊開始攻擊；米契爾在日出前先派F6F奪取制空權，再命後至的18架TBF攻擊跑道上的飛機；第一波攻擊後，日軍空中力量大受打擊，環礁上的365架飛機，只有約100架沒有受損；清晨美軍艦隊的輕型航空母艦又派轟炸機攻擊島上設施及礁湖軍艦。
傍晚7時，六架裝有雷達的九七式轟炸機發現美軍艦隊，並伺機攻擊；約克鎮號曾在9時派夜戰F6F前往攔截，但失敗告終；這使無畏號在10時11分被魚雷擊中，被迫撤回珍珠港維修；而艦隊在18日再空襲特魯克島兩次，於中午撤走。兩日空襲，美軍擊沉了三艘輕巡洋艦、四艘驅逐艦及若干艘運輸艦。
艦隊稍後前往埃尼威托克，協助美軍登陸；由於登陸順利，20日碉堡山號所屬的第三分隊，與第二分隊改往攻擊塞班島、天寧島及關島。22日及23日，碉堡山號等艦共派五波飛機空襲三島，同時作攝影偵察，然後撤回馬久羅休整。

#### 帛琉

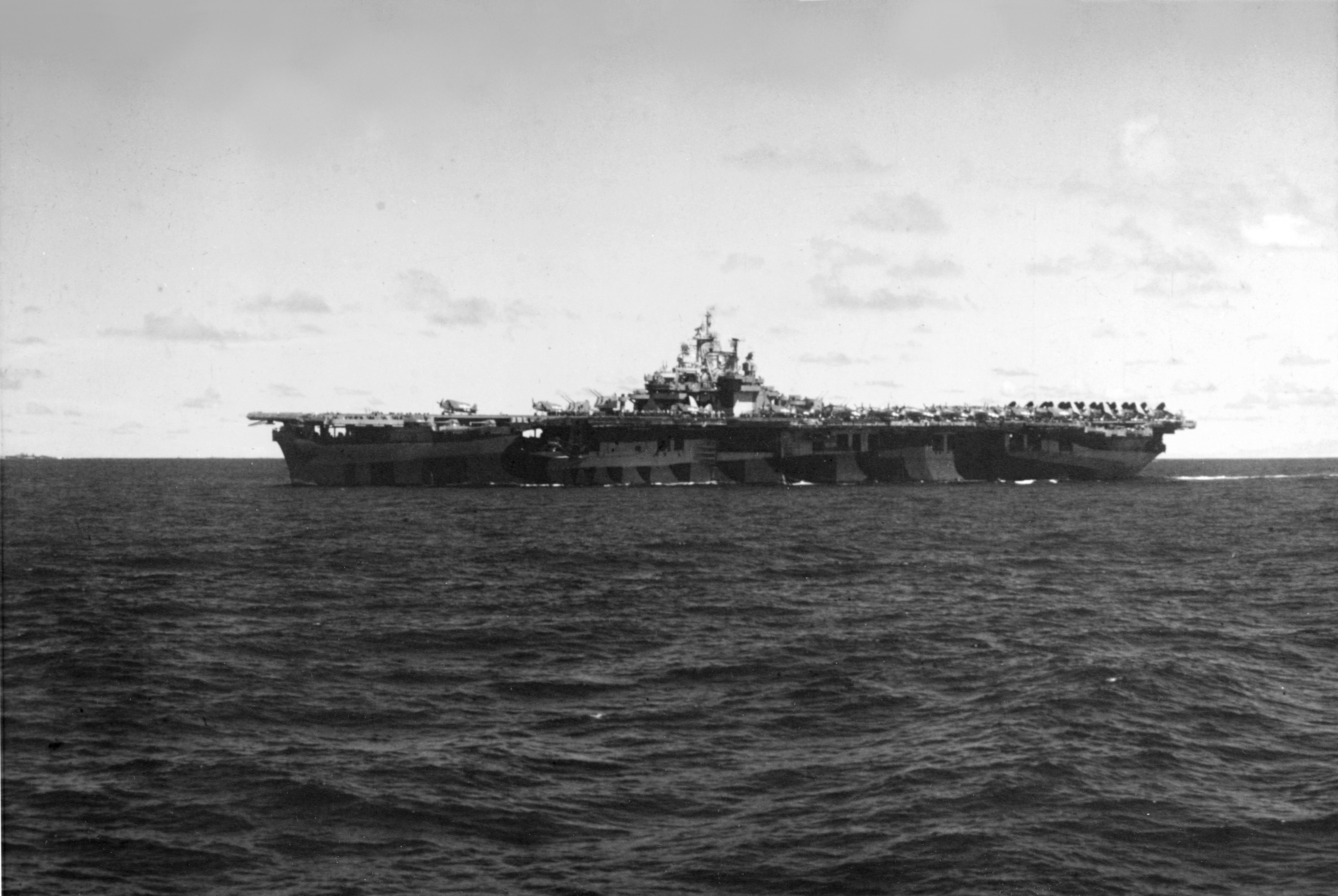
1944年3月27日，碉堡山號正前往空襲帛琉。

1944年3月，尼米茲命第五艦隊先空襲帛琉，以預備將來收服馬里亞納群島。碉堡山號在馬久羅等待戰艦會合，於3月22日離港出征。其時碉堡山號編入第二分隊旗艦，由蒙哥馬利指揮，同行艦有大黃蜂號、蒙特利號及卡伯特號。艦隊繞道行駛，以避開日軍偵察，在4月1日展開攻擊；然而25日及26日，特魯克的日軍偵察機仍發現了艦隊，迫使斯普魯恩斯上將提前攻擊至3月30日。28日晚，日軍派魚雷轟炸機夜襲，被悉數擊退。30至31日，艦隊空襲帛琉港口，擊落多架日軍戰機，並擊沉若竹號；又於31日下午轟炸雅浦島。碉堡山號、大黃蜂號及列星頓號於當日亦派TBF到帛琉設置水雷。
4月1日，艦隊改為空襲沃萊艾島（Woleai），於6日返抵馬久羅。

#### 荷蘭地亞
4月13日，艦隊離開馬久羅，前往空襲荷蘭地亞，以削弱當地的日軍空軍。21日至24日，碉堡山號等三支分隊空襲荷蘭地亞各處的機場，但日軍的飛機早被美國陸軍航空軍的P-38及B-24於30日摧毀，艦隊幾乎沒有遭遇抵抗，只有零星的日軍偵察機由梭隆縣起飛，並悉數擊落。
由於缺乏攻擊目標，艦隊在返回馬久羅前，於29至30日順道攻擊特魯克。不過特魯克在上月空襲後，已幾近荒廢，只有少量船隻在港口；稍後艦隊分別派戰艦及巡洋艦炮轟波納佩及薩塔萬環礁，而碉堡山號等航空母艦則返回馬久羅，於5月4日抵達。同日碉堡山號前往珍珠港，卸載航空聯隊，然後折返馬久羅。

### 馬里亞納群島戰事
美軍此時正籌劃進攻菲律賓；美國陸軍航空軍分別於6月3日及9日空襲帛琉、沃萊艾島（Woleai）及雅浦島。6日第58特遣艦隊再次前往空襲馬里亞納群島，以削弱日軍空中力量。碉堡山號仍留在蒙哥馬利指揮的第二分隊，同行艦有胡蜂號、蒙特利號及卡伯特號。11日四支分隊空襲了關島、天寧島及塞班島；12日克拉克的第一分隊調往空襲關島，而碉堡山號等三支分隊則繼續轟炸天寧島與塞班島。13日各分隊繼續轟炸諸島，為即將登陸美軍清場。14日晚第一與第四分隊暫時調往北方，空襲小笠原群島；而美軍陸戰隊則在15日開始登陸塞班島。碉堡山號等繼續在該處支援。

### 菲律賓海海戰

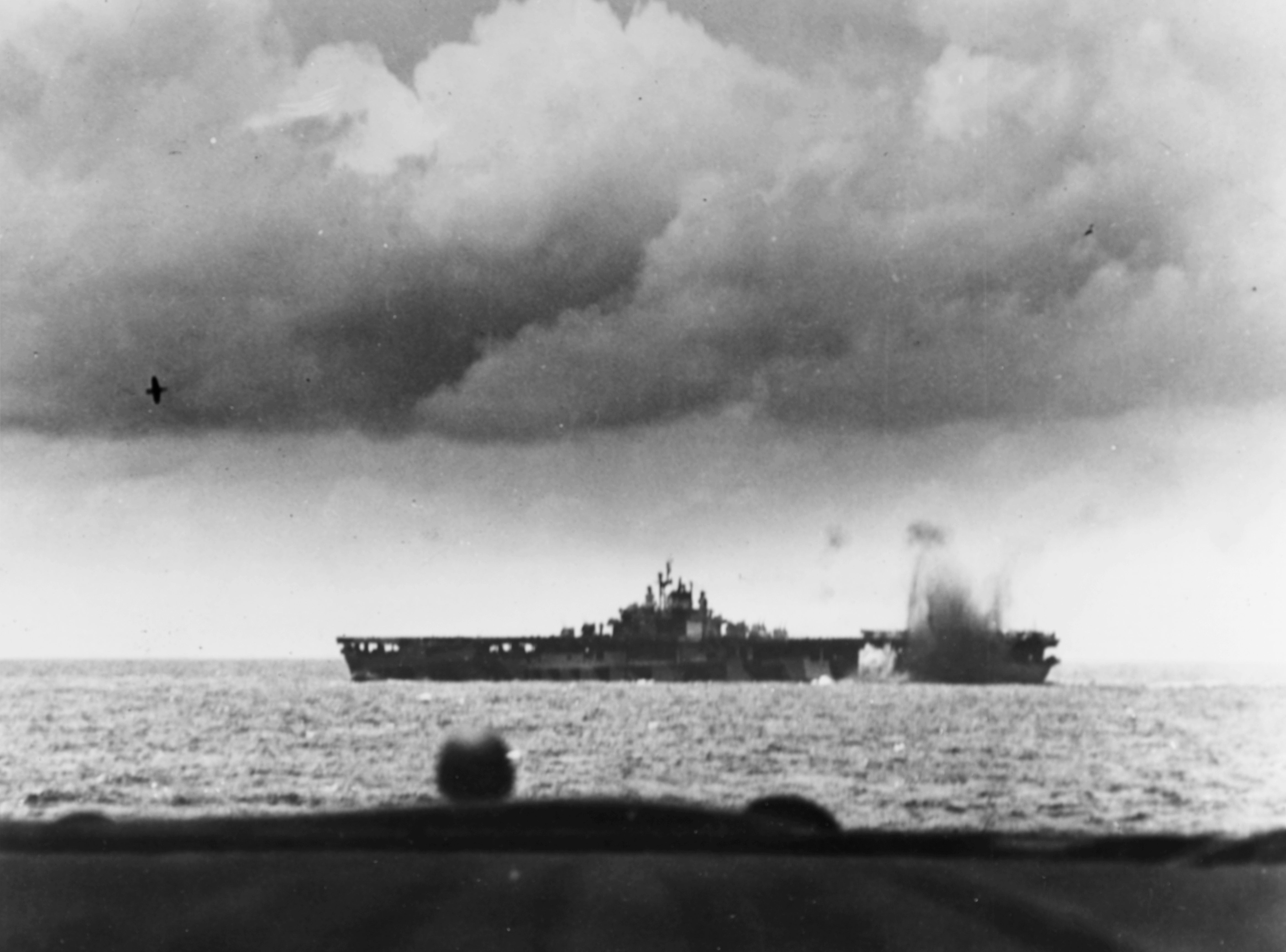
1944年6月19日，菲律賓海海戰期間，碉堡山號被日軍轟炸機攻擊，炸彈僅僅在艦側爆炸。

美軍登陸塞班島之際，小澤治三郎正執行豊田副武的阿號作戰計畫，試圖與美軍艦隊決戰，以扭轉劣勢；而斯普魯恩斯則一直在搜索小澤艦隊。18日斯普魯恩斯發現日本艦隊離開菲律賓，前來支援馬里亞納，即時預備迎擊日本艦隊，並召回北上小笠原群島的兩支分隊。四支分隊在當日正午於塞班島以西海域會合，並開始搜索日軍的第一機動艦隊。
6月18日下午，日軍偵察機發現美軍第58特遣艦隊。小澤治三郎欲善用日機較遠的續航距離，命艦隊避開美軍攻擊範圍，留待19日與關島的日機一舉進攻；而此時斯普魯恩斯仍未得悉日軍艦隊確實位置。米契爾於半夜提議艦隊向西前進，使航空母艦可趕及在19日早上進入作戰半徑，派飛機攻擊日軍艦隊，但斯普魯恩斯以掩護塞班島登陸部隊為先，命艦隊於晚上繼續向東撤，待日出後才再向西推進，以免遭遇日軍埋伏。日出前，日軍偵察機多次發現美軍艦隊，但美軍仍未掌握日軍動向。次日菲律賓海海戰爆發。
19日早上5時30分，蒙特利號一架F6F發現兩架日機，並擊落一架，海戰正式展開。6時30分，貝勞森林號在關島發現日機，稍後艦隊派飛機空襲當地，並殲滅關島機場的日機。7時30分，日軍偵察機發現部分第四分隊艦隻，但後續偵察機被艾塞克斯號及蘭利號等擊落。小澤稍後在8時30分、56分、10時及11時派出四波攻擊，每波攻擊的出擊架次分別為69架、128架、47架及82架（大鳳號及翔鶴號均於早上出擊後被潛艇攻擊，下午沉沒）。
第一波攻擊由西面直指美軍艦隊，於10時被李中將的戰艦雷達發現；23分艦隊開始派戰機攔截。此時日機離艦隊只有72英里（116），但卻因浪費過多時間重整陣形，令美軍戰機得以及時爬升攔截。碉堡山號擊落最少12架，而艾塞克斯號、企業號、列星頓號、科本斯號及普林斯頓號等戰機亦出動攔截，驅逐大半來犯日機；最終日軍只有一架轟炸機成功突圍，在49分投彈命中南達科他號；這也是整場海戰中日軍僅有的一次直接命中；而日機第一波攻擊只有27架成功返航。
日軍第二波攻擊在11時7分為美軍雷達所發現；半小時後艾塞克斯號的F6F率先迎擊，而碉堡山號等其他航艦的F6F則在稍後加入。正午六架彗星式轟炸機成功突破攔截網，並攻擊碉堡山號及胡蜂號；炸彈雖並無直接命中，但與艦體距離不遠，其破片仍殺死碉堡山號上三名水兵，傷及73人，並在甲板引起小火。最後美軍擊落最少70架；而日機只有31架飛機成功返航。
第三波攻擊由北面進攻，在下午近1時為美軍發現。此次美軍戰機未能有效攔截，只擊落七架飛機；幾架日軍轟炸機更突破防守，向艾塞克斯號投彈，但無一命中。
第四波攻擊於下午2時由南面進攻，33架往北攻擊美艦，另外49架則留在關島西南海面索敵；此時美軍戰機正降落補油，攔截再次失效，部分日軍轟炸機得以切入美軍艦隊；稍後日機先後投彈轟炸碉堡山號及胡蜂號，仍無一命中。23分艾塞克斯號、科本斯號及大黃蜂號的飛機前往攻擊關島，並追擊降落該處的日機，擊落30架；成功降落的19架日機亦受重傷，最終只有九架飛機可繼續使用。整日戰鬥，日軍損失接近315架飛機，其一面倒之戰況，使美軍戲稱當日戰鬥為「馬里亞納射火雞大賽」。
6月20日，第四分隊被派往攻擊關島一帶的日軍據點，而碉堡山號等另外三支分隊，則往西追擊日軍艦隊。下午3時40分，企業號的偵察機發現小澤的艦隊。雖然無線電訊號不清，米契爾仍即時命艦隊預備派出機隊攻擊，冒險在入黑後收回飛機。57分，米契爾終於接收到完整的偵察報告，並在4時5分確認日軍艦隊位置，下令艦隊派飛機前往攻擊。21分，碉堡山號等航空母艦派出216架飛機升空，只有普林斯頓號暫時待命，在稍後派飛機作第二波攻擊。小澤勉強派出75架飛機迎戰，同時拋棄油船，加速撤退，並准許各艦單獨機動迴避。稍後胡蜂號率先攻擊落後的油船，並擊沉兩艘；貝勒森林號及約克鎮號的轟炸機以魚雷擊沉飛鷹號；企業號嘗試攻擊長門號及最上號，無一命中；瑞鶴號則先後被企業號、約克鎮號及聖哈辛托號攻擊受損，一度下令棄船，但艦體實際損傷不大，且損管得宜，棄船命令不久後便取消；碉堡山號、蒙特利號及卡伯特號的機隊略過剛被胡蜂號攻擊的油船，繼續往西索敵，最終輕傷千代田號及榛名號。海戰結束後，日軍第一機動艦隊只剩下35架飛機可用。
此時美軍飛機開始返航，並在晚上8時45分開始降落。米契爾下令軍艦開啟所有照明，並命驅逐艦向天發射信號彈；而航空母艦則以探射燈引導飛機降落。不過美軍飛機此時燃油短缺，爭先降落，秩序大亂。一架大黃蜂號飛機無視降落指令（燈號要求飛機轉到大黃蜂號降落），急降到碉堡山號，並在甲板翻轉；正當官兵開始清理跑道時，卡伯特號的一架飛機又漠視燈號（跑道未清理，禁止降落），緊急降落，最終撞上正在清理的官兵，造成二死四傷。部分飛機亦誤判驅逐艦燈號為航空母艦，幾乎相撞
。混亂到近11時終於結束，美軍單在降落就損失了80架飛機，而戰損只有20架。
20日艦隊繼續搜索落水的機師，並預備向西追擊。凌晨碉堡山號及企業號先派夜間偵察機索敵；日出後各艦再派後續偵察機。此時小澤艦隊早已遠去，已超出美軍航母的作戰距離，且米契爾仍忙於搜索機師；但斯普魯恩斯仍希望艦隊可追擊受創的日軍艦隻，故命李的戰艦先行前往追擊，並臨時調碉堡山號及胡蜂號掩護戰艦，其他艦隻則在稍後跟上。最終美軍仍沒有發現，加上驅逐艦燃油短缺，艦隊在晚上開始撤退，並在22日於海上補油，於23日返回塞班島。同日碉堡山號等艦往埃尼威托克休整，於次日抵達；而克拉克的第一分隊則再往空襲小笠原群島，於27日返抵埃尼威托克。

### 關島、天寧島及小笠原群島
6月30日，戴維森（Ralph E. Davison）少將接替蒙哥馬利指揮第二分隊，旗艦由碉堡山號改設在胡蜂號；而富蘭克林號則在23日加入分隊。當日第二分隊與克拉克的第一分隊離港，於7月4日再次空襲小笠原群島；再於6日轟炸關島及羅塔島。7月9日美軍佔領塞班島，而碉堡山號等繼續空襲關島及天寧島。21日及24日美軍分別登陸關島北部及天寧島，並於8月10日及2日佔據兩島。碉堡山號於7月23日開始改為空襲雅浦島、烏利西及帛琉，於27日撤返休整。29日，富蘭克林號由第二分隊調往第一分隊繼續作戰；而約克鎮號則由第一分隊調到第二分隊。碉堡山號等則在8月2日抵達埃尼威托克。8月4日，碉堡山號與第一分隊再往空襲小笠原群島，並在5日空襲後返回埃尼威托克休整待命。

### 菲律賓
8月26日，海爾賽接替斯普魯恩斯，指揮美軍艦隊。由於海爾賽為第三艦隊司令，故快速航空母艦編隊亦更名為第38特遣艦隊（Task Force 38）。此時碉堡山號編入波根（Gerald F. Bogan）少將的第二分隊，同行艦有旗艦無畏號、卡伯特號及獨立號。29日碉堡山號等第二分隊艦隻離開埃尼威托克，與第一及第三分隊前往菲律賓；而第四分隊則往小笠原群島。9月6日至8日，碉堡山號等空襲了帛琉；又於9日至10日空襲民都洛及薩蘭加尼灣。由於缺乏目標，海爾賽改命艦隊於12日攻擊米沙鄢群島等地。15日美國海軍陸戰隊登陸帛琉，碉堡山號等繼續在外海巡弋，並在稍後改為攻擊呂宋。21至24日，艦隊空襲呂宋各地的港口，然後撤退。28日碉堡山號在塞班島稍作休整，再經帛琉，於10月2日返抵烏利西。

### 台灣空戰

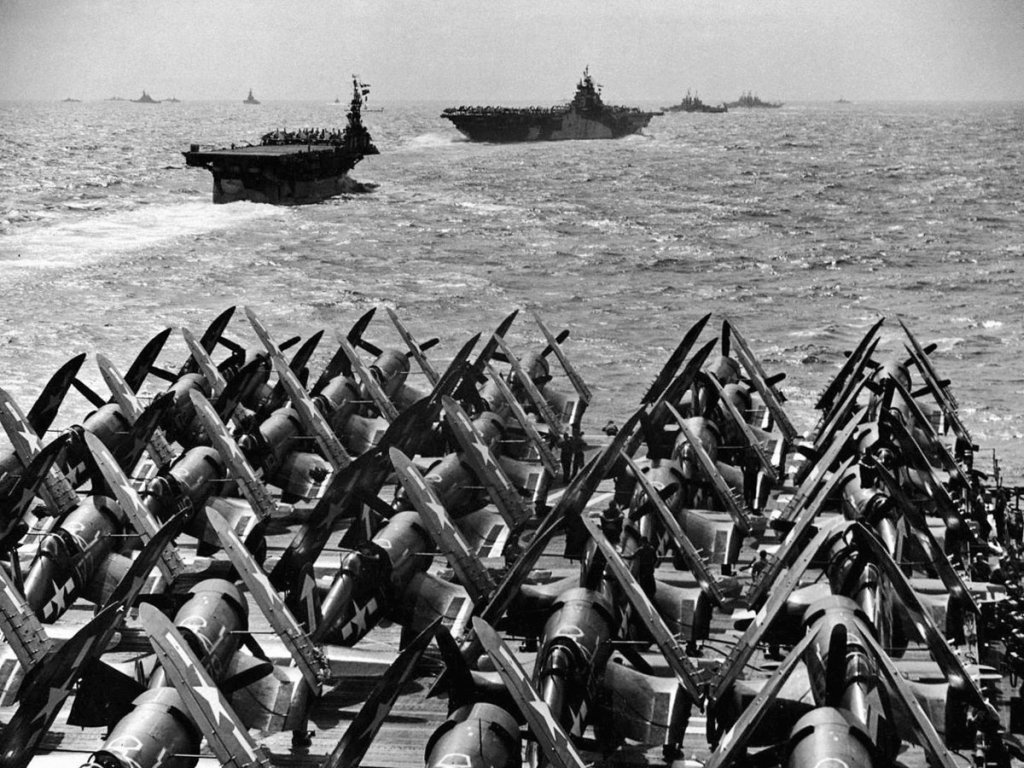
1945年2月10日，第五艦隊魚貫離開烏利西，前往空襲日本。這是美國海軍繼空襲東京後首次進攻日本本土。相片可見碉堡山號的前部甲板泊滿飛機；而前方為第三分隊的輕型航艦科本斯號，及旗艦艾塞克斯號。六日後第三分隊的飛機將率先進攻東京灣。

10月6日，碉堡山號等艦離港，前往空襲沖繩島。10日艦隊大舉攻擊沖繩，出擊架次高達1,396架，重創沖繩港口。此時豊田副武估計美軍將空襲台灣，命在台的福留繁預備迎戰；此時日軍駐台戰機約有230架。
一如日軍所料，12日美軍艦隊往南空襲台灣。海爾賽派第一分隊空襲台灣南部；碉堡山號的第二分隊空襲台灣北部；第三分隊空襲台灣中部；第四分隊則集中攻擊高雄。清晨各艦派戰機作第一波攻擊；福留繁則派戰機攔截，同時派轟炸機攻擊美軍航母，台灣空戰爆發。美軍在空戰明顯佔優，第一波攻擊後，日軍只剩下60架戰機可用；第二波攻擊後更全被摧毀，沒有戰機可迎戰第三波攻擊；福留繁的指揮部亦在空襲後夷為平地。傍晚日軍魚雷機發現美軍艦隊，陸續展開攻擊，但無一成功，更損失42架。美軍當日出擊數達1,378架次，只損失48架飛機。
10月13日艦隊再次空襲台灣，出擊數下降至974架。傍晚美艦隊被日軍攻擊；富蘭克林號艦島受損，無人傷亡；而坎培拉號則被魚雷重創，要由拖船協助離開戰場。14日艦隊派146架戰機及100架轟炸機再次攻擊台灣，順道掩護坎培拉號撤退；陸軍航空軍則在中國大陸派109架B-29轟炸高雄。當晚日軍魚雷機再次夜襲，侯斯頓號被魚雷重創，一度下令棄船；由於兩艘受創巡洋艦離台灣及先島群島僅90英里（140），海爾賽於15日命三艘巡洋艦及八艘驅逐艦組成拯救小隊，協助兩艦拖行；又派科本斯號及卡伯特號作空中支援。艦隊則緩緩向西南撤走。
10月15日第四分隊往空襲呂宋；日軍則於當日及16日再次空襲拯救小隊；侯斯頓號於16日再被一枚魚雷擊中，入水超過6,300噸，艦長一度決定棄船，但同行驅逐艦決定繼續拖行。此時東京電台稱美軍第三艦隊已受重創。海爾賽得悉後，認為日軍誤判拯救小隊為第三艦隊，索性順水推舟，以拯救小隊作餌，引誘日軍攻擊；碉堡山號的第二分隊與第三分隊共同掩護小隊，但由第三分隊伏擊由日本以來的飛機。16日早上，日軍命那智號及足柄號等由瀨戶內海出發，往南追擊，卻在沖繩外海被碉堡山號兩架飛機攻擊。此時福留繁得悉美軍航空母艦沒有受損，命巡洋艦隊即時撤退。美軍埋伏雖然失敗，兩艘重創軍艦仍得而撤走，在27日終於抵達烏利西。
10月17日碉堡山號往南行駛，以支援美軍重奪菲律賓；而小澤治三郎則命艦隊阻止美軍登陸，並以自身航空母艦為餌，引開美軍艦隊，由栗田健男的第二艦隊到雷伊泰攻擊美軍登陸部隊；稍後因此引發雷伊泰灣海戰。18日碉堡山號空襲卡加延省。美軍在20日開始登陸獨魯萬市，而麥克阿瑟則在當日下午登上灘頭，宣告自己重返菲律賓。碉堡山號於21日再次空襲呂宋一帶，並在23日離開艦隊，撤返珍珠港，預備返國，最終返回布雷默頓維修。次日錫布延海戰爆發，雷伊泰灣海戰開始，碉堡山號無緣參與。

### 沖繩島、硫磺島與日本

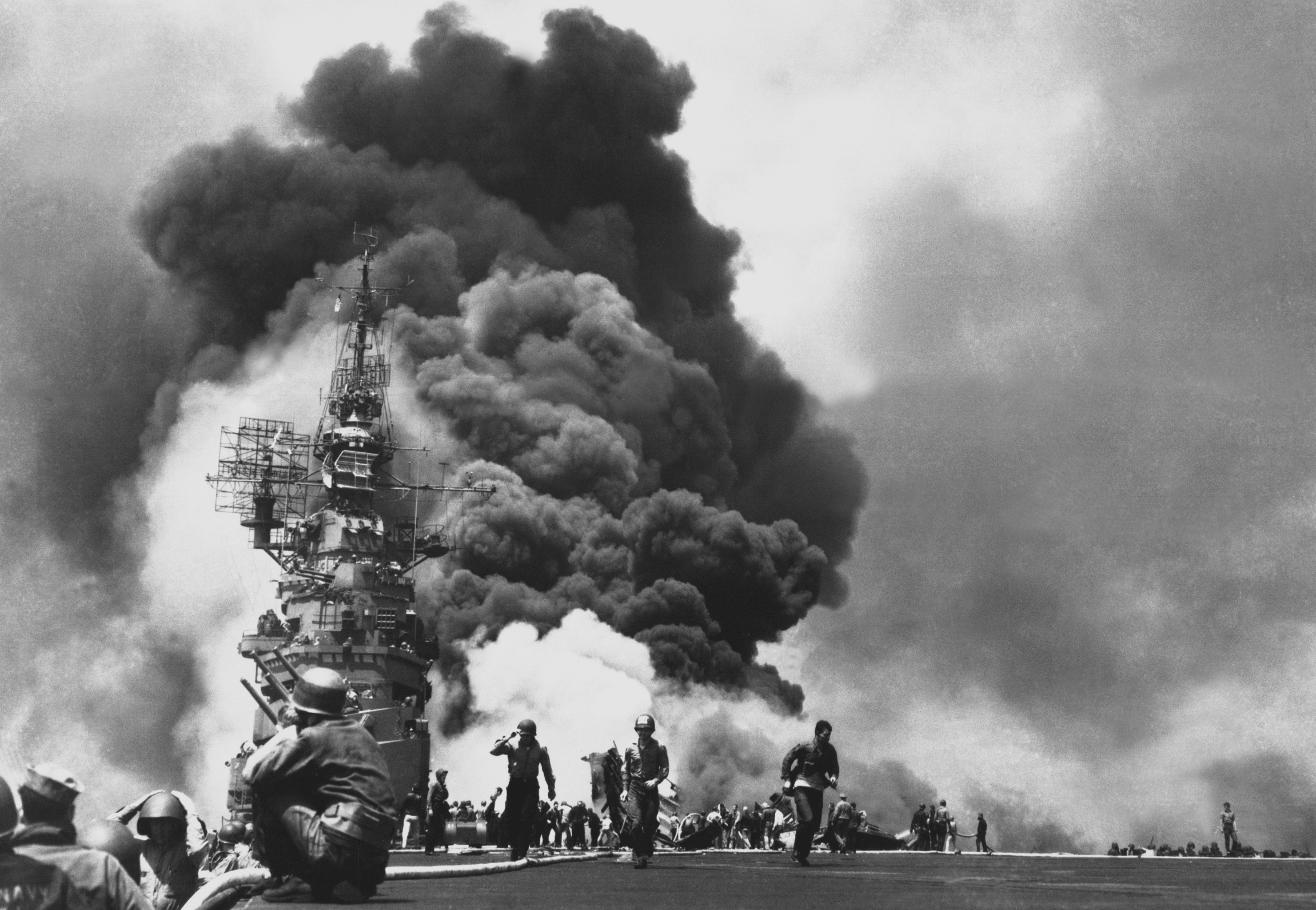
1945年5月11日，碉堡山號先後被兩架自殺飛機擊中，引發大火，艦上官兵慌忙走避。沖繩作戰期間，美軍艦隊已提高警戒，但仍有漏網之魚。日軍自殺飛機非常善於利用雲層及陽光掩護，避過美軍雷達及瞭望，使美軍往往要到攻擊前一刻，才驚覺大難臨頭。

1月24日，碉堡山號離開美國西岸，並搭載三支F4U戰鬥機隊，其中兩支為海軍陸戰隊的機隊（VMF-221及VMF-451），海軍機隊則為第84戰鬥機隊（VF-84，以VF-17舊成員為主）。 29日碉堡山號離開珍珠港，於2月7日途經烏利西，前往會合美軍快速航空母艦艦隊。
2月15日，碉堡山號與艦隊會合。早前斯普魯恩斯再次接替海爾賽指揮美軍艦隊，編制上改為第五艦隊，由米契爾指揮。碉堡山號擔任第58特遣艦隊旗艦，編入薛曼指揮的第三分隊，同行艦有旗艦艾塞克斯號及科本斯號；而斯普魯恩斯則以分隊的印第安納波利斯號為艦隊旗艦。此時艦隊正往北前進，準備空襲東京。16日，艦隊先派五波戰機，掃蕩東京灣一帶的機場。第三分隊的戰機率先抵達東京上空，又攻擊了港口設施；而第二分隊雖遭遇近百架日機攔截，但擊落近40架。中午米契爾派轟炸機空襲東京大田區等地的工廠；傍晚則派夜間戰鬥機攻擊機場。17日艦隊前往硫磺島，預備支援即將登陸的美軍。第四分隊於當日攻擊了父島及母島；第二及第三分隊則到硫磺島以西，將直接支援搶灘的陸戰隊；其他分隊則往南補油。18日碉堡山號等艦再次空襲父島，然後待命；美軍戰艦則連日炮擊岸上設施。
2月19日，美國陸戰隊開始登陸硫磺島，硫磺島戰役爆發。碉堡山號等主要為艦隊及登陸部隊防空，偶爾亦轟炸艦炮不可及之日軍據點。由於艦載機的凝固汽油彈大多沒有爆炸，故效果不佳。日機整日斷續侵擾艦隊，但多次攻擊均告失敗。21日第二及第三分隊空襲父島及母島；而第五分隊則加入日間戰鬥，支援灘頭部隊。薩拉托加號甫進入執勤海域，即遇襲受創，被迫撤返美國維修，自此未再參與戰鬥；俾斯麥海號更被自殺飛機擊沉，企業號因此要獨自擔任夜戰航空母艦，並連續174小時派出及回收飛機，直至3月2日。23日艦隊到外海補給，然後改道北上，再次空襲日本本土。
25日早上，艦隊派機隊空襲東京，卻因天氣惡劣，幾乎無功而返。下午米契爾中止所有飛行作業，欲改於次日空襲名古屋，然而海面天氣進一步惡化，翻起大浪，使艦隊無法及時進入攻擊範圍。26日早上，米契爾取消攻擊，命艦隊於次日補油，然後攻擊沖繩島；第四分隊則在補油後到烏利西休整。3月1日，碉堡山號等空襲沖繩島，並作詳細攝影偵察。當晚艦隊撤回烏利西休整，於4日抵達。
3月14日，艦隊離開烏利西，前往支援沖繩戰役，並先空襲九州，削弱該處的日軍空中力量。此時艦隊編制再稍有調動；卡伯特號加入第三分隊。18日上午，艦隊開始派出機隊，空襲九州各地機場，但宇垣纏在美軍攻擊前，已派出僅餘的飛機升空，正前往攻擊第四分隊，故美軍收獲不大。企業號先於早上被日軍炸彈擊中，但沒有引爆；無畏號成功攔截自殺攻擊，艦體輕微受損；下午約克鎮號被炸彈擊中，艦體爆炸，在搶修後繼續作戰。
同日，美軍偵察了神戶及吳市，發現日軍於港內的大批軍艦，故米契爾於19日命艦隊空襲瀨戶內海，最終擊傷大和號、日向號、榛名號、生駒號、葛城號、龍鳳號、天城號、鳳翔號、海鷹號、利根號及大淀號；但美軍亦遭日機反擊，胡蜂號被炸彈擊中爆炸，造成多人死傷，在搶修後繼續作戰；而富蘭克林號則身中兩枚炸彈，起火爆炸，一度失速，更幾近沉沒。戴維森在離艦後，將旗艦轉到第三分隊的漢考克號（後者臨時加入第二分隊），並建議艦長棄船，但為艦長拒絕。最終富蘭克林號在多艘艦隻協助下，緩緩撤走。企業號及部分第四分隊軍艦調往第二分隊，以掩護其撤退。碉堡山號於當日也多次遇襲，但沒有受損。
3月20日艦隊往南撤退，仍派飛機轟炸九州南部機場；下午第二分隊再遭遇自殺飛機，一艘驅逐艦受損，而企業號的甲板則被友軍防空炮擊中。21日第一分隊遭到MXY-7櫻花特別攻擊機襲擊，將之悉數擊落。傍晚胡蜂號轉到第二分隊，而聖哈辛托號則加入第一分隊。各艦於22日到外海補油，而企業號、胡蜂號及富蘭克林號等艦則分別撤返烏利西及美國修理；第二分隊要到4月才重返戰場。23日起，艦隊開始日復日空襲沖繩島，偶而亦空襲硫磺島，各分隊則輪流在海上補油。4月1日，美軍開始登陸沖繩島，艦隊繼續提供空中支援。5日企業號返回，並加入第四分隊；6日日軍派出355架自殺飛機及341架轟炸機，攻擊美軍登陸區的艦隻，並擊傷多艘；而美軍艦隊則勉強守住攻擊。當日艦隊估計己方擊落249架。晚上美軍潛艇發現大和號及其他軍艦離開豐後水道，米契爾召集所有航空母艦北進迎擊。

#### 坊之岬海戰
4月7日上午8時23分，艾塞克斯號的偵察機發現大和號。斯普魯恩斯曾打算命戰艦迎擊，但為免登陸部隊遇襲，將任務交給航空母艦。9時15分米契爾先派16架戰機再作偵察，並命第一及第三分隊預備攻擊。此時第四分隊仍忙於掩護沖繩，要到45分才進入作戰距離。10時起各艦開始派飛機前往攻擊，並持續至下午2時。大和號接連中彈，快速向左舷傾側，最終在23分爆炸沈沒；日軍亦損失了矢矧號、濱風號、磯風號、朝霜號及霞號，另外冬月號、涼月號、雪風號及初霜號亦受損。美軍整日亦受自殺飛機侵擾；漢考克號於中午被一枚炸彈及飛機擊中，引發大火，到下午才恢復飛行作業。

### 沖繩島

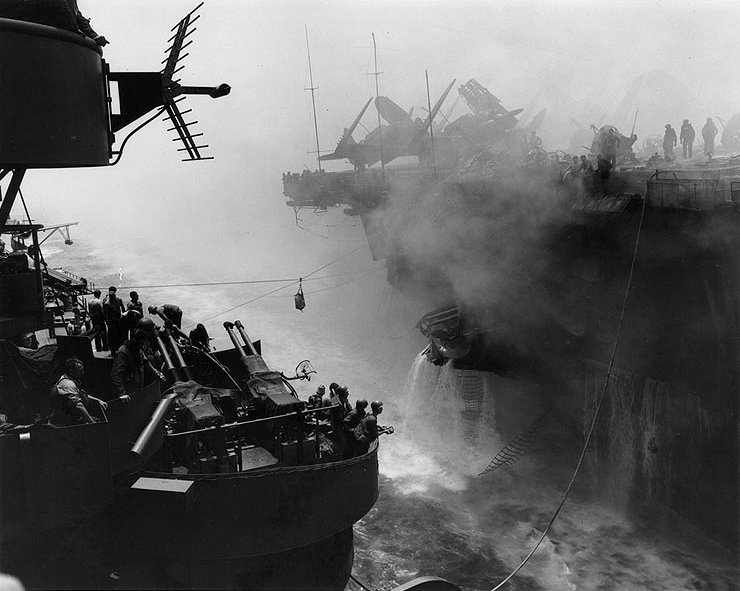
1945年5月11日，碉堡山號被自殺飛機擊中，機庫大火，冒出滾滾濃煙；部分傷員正以纜繩轉移到威爾克斯-巴里號輕巡洋艦。機庫旁可見損毀的高炮炮座，但與日軍攻擊無關，而是被威爾克斯-巴里號刻意撞毀，以拯救被困炮手。由於右舷炮座為額外加建，不見於艦體原設計，故此當機庫大火時，炮手便無路可逃。

4月8日艦隊返回南方，支援沖繩作戰。同日蘭道夫號與艦隊會合，戴維森重建第二分隊，並以企業號為旗艦，同行艦尚有獨立號；9日漢考克號及卡伯特號則撤返烏利西修理。由於日軍俘虜稱將在11日發動大規模自殺飛機攻擊，米契爾加緊戰機警備。11日日軍一如所料，在下午1時30分起大舉進攻；密蘇里號先於2時43分被一架自殺飛機擊中，受損不大；企業號於2時10分亦被自殺飛機擊中，爆炸起火，使甲板飛行作業停止48小時，再次撤返烏利西修理；艾塞克斯號在下午亦險被擊中。整日日軍共派出近185架自殺飛機。12日日軍集中空襲沖繩島的登陸艦隊，擊傷多艘美軍艦隻；同日羅斯福去世。
美軍艦隊繼續支援沖繩美軍，並連日與日軍飛機空戰。4月15及16日，艦隊空襲了九州的機場，而日軍再派自殺飛機反擊；16日下午無畏號被自殺飛機擊中，艦體大火，於次日撤返烏利西修理；第二分隊於同日再次解散，蘭道夫號及獨立號則加入第三分隊。此後艦隊幾乎每日在沖繩外海與日軍自殺飛機交戰。24日香格里拉號加入第四分隊；而第一分隊於27日撤返烏利西休整。5月6日，企業號再次與艦隊會合，而美軍與自殺飛機之對抗持續。

#### 重創

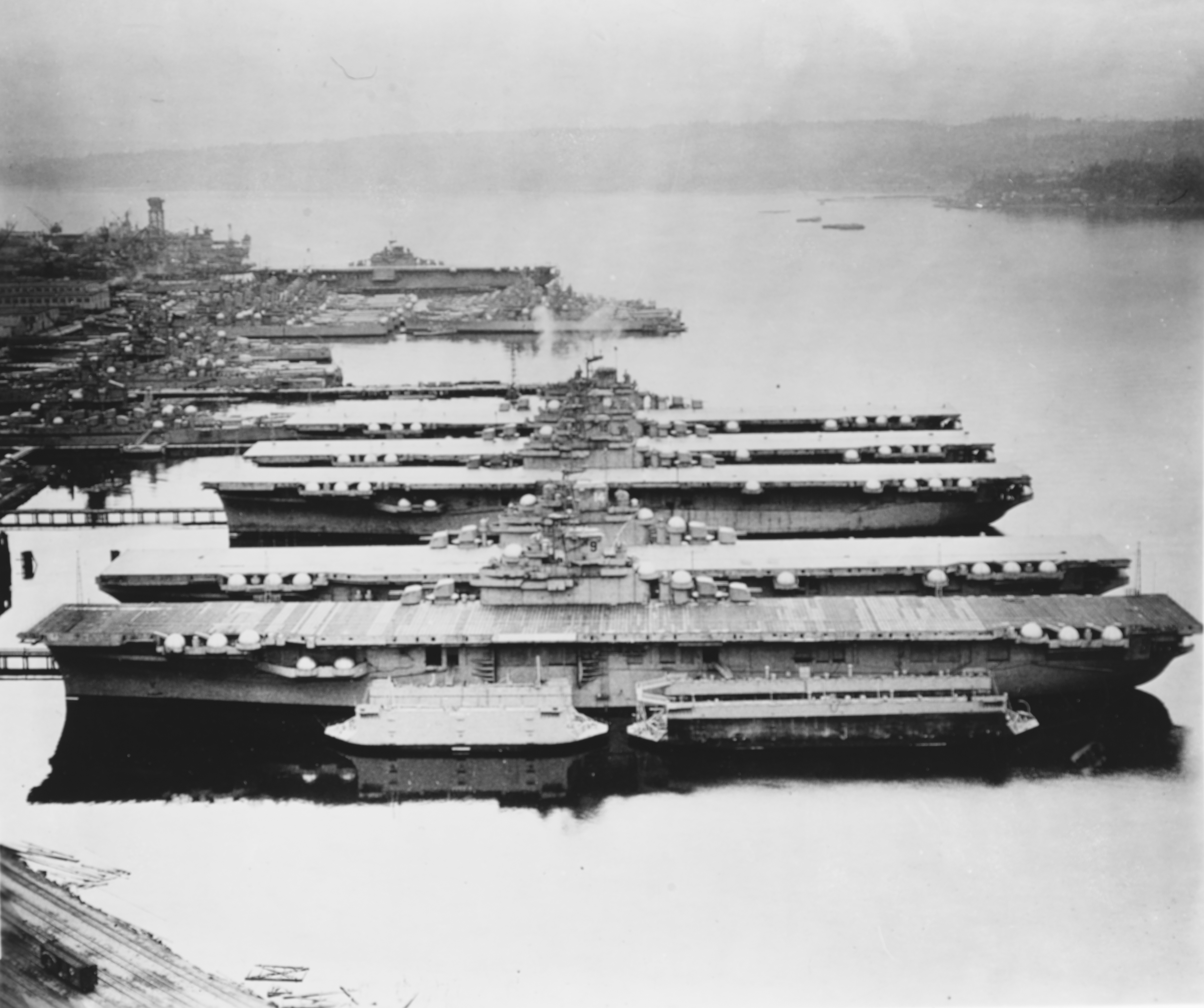
二次大戰後，不少艾塞克斯級成為多餘軍艦，成為所謂的封存艦隊（Mothball Fleet）。由前景數起為艾塞克斯號、提康德羅加號、約克鎮號、列星頓號、碉堡山號及好人理查號。韓戰期間，大部分的艾塞克斯級均重返現役，只有碉堡山號與富蘭克林號繼續封存。攝於1948年4月23日布雷默頓普吉灣。

5月11日上午，美軍艦隊繼續執勤。上午10時，碉堡山號正預備收回巡邏戰機，而飛行甲板則泊滿待命飛機。10時2分，三架零式自殺戰機突然從低雲飛出，碉堡山號即時開火，但為時已晚。第一架零式在碉堡山號右舷以低角度俯衝，並投下一枚250公斤穿甲彈。穿甲彈貫穿了後部升降台，再穿透飛行甲板的下層甲板及機庫甲板，最後在艦體左舷穿出，於艦體外近距爆炸；而零式則緊隨其後，先撞上後部升降台附近的飛行甲板，然後撞毀沿途所有飛機，最後滑出跑道墮海。
僅在數十秒後，第二架零式飛抵碉堡山號正上方，開始以70度高角俯衝，直指艦島的根基。碉堡山號與護航艦的防空炮雖多次擊中零式，但零式仍成功繼續俯衝，並先投下一枚250公斤半穿甲彈。炸彈擊中左舷升降台的內緣（靠近甲板中軸線），炸開一個50呎大洞，更將飛行甲板的下層甲板掀起；炸彈及其他碎片則在艦島橫飛；零式緊接撞入艦島附近的飛行甲板，部分機體貫穿艦島地層的機師預備室，然後爆炸起火。其時米契爾與阿利·伯克准將（Arleigh Burke）在艦島一樓艦橋後的控制室內，離第二架零式的攻擊點不足20呎。
由於停泊的飛機載滿燃油，爆炸瞬即在飛行甲板及機庫引發大火；右舷部分防空炮座及彈藥，在首架零式攻擊後爆炸；雷達全部失效；機師預備室的機師在撞擊後幾乎全部陣亡；艦島對外的所有無線電通訊中斷，要以口傳方式傳達消息，以使下層甲板一度誤傳碉堡山號正在沉沒。艦上水兵忙放救火之際，第三架零式在10時27分攻擊碉堡山號，直指艦橋控制室，但及時被防空炮擊落，機體飛越甲板墮海。
隨同的美軍軍艦在攻擊不久，便從旁協助；威爾克斯-巴里號更冒險撞向碉堡山號的右舷炮座，使被困炮手可直接逃生到巡洋艦甲板；另外四艘驅逐艦則從旁救人救火。大火在下午開始受控，而米契爾在下午4時30分將旗艦轉至企業號。攻擊最終令艦上353人死亡，43人失蹤，264人受傷。
雖然遭到如此嚴重的損傷，但碉堡山號仍能航行，5月12日以20節的速率前往烏利西，於14日抵達，並預備返國。17日碉堡山號離港，於25日抵達珍珠港，最終30日返抵布雷默頓維修。當8月15日日本投降時，碉堡山號仍在船廠修理。

## 戰後與結局
1945年9月，碉堡山號離開布雷默頓，參與魔毯行動（Operation Magic Carpet）前往西太平洋接載美軍返國。1946年1月9日，碉堡山號退役，加入後備艦隊，並在布雷默頓停泊。
1952年10月1日，碉堡山號重編為攻擊航母（舷號改為CVA-17）；又於1953年8月8日再編為反潛航母（舷號改為CVS-17），但始終未再重新服役。1959年5月，碉堡山號重編為飛機運輸艦（舷號改為AVT-9），繼續留港停泊。1966年10月，好人理查號的一個引擎故障損毀，海軍將碉堡山號的引擎拆除，替換到好人理查號。同年11月1日，碉堡山號從海軍名冊上除籍，轉到聖地牙哥，
作美國海軍電子實驗室（Navy Electronics Laboratory）的電子測試平台。碉堡山號最終於1973年出售拆解。
碉堡山號在二戰中獲頒美國總統部隊嘉許勳表及11顆戰鬥之星。全部榮譽見下表：
|  |  | Silver star · Silver star · Bronze star |
|  |  |                                         |

| 美國總統部隊嘉許勳表   | 美國戰役獎章           | 太平洋戰爭獎章： 11枚戰鬥之星 |
| 第二次世界大戰勝利獎章 | 菲律賓總統部隊嘉許勳表 | 菲律賓解放獎章                |

## 資料出處
1. ↑  Friedman 1983，第394頁艾塞克斯艦級配置。由於各艘艾塞克斯級服役期間曾多次改建或改變用途，數據僅以設計及建造時為準。
2. 1 2 3 4  第17魚雷機隊歷史 的存檔，存档日期2010-03-14.
3. 1 2 3  .   [2011-01-13]. （原始内容存档于2011-04-11）.
4. ↑  Kennedy 2009，第100頁
5. ↑  Morison 1988，第114-118頁第一分隊包括旗艦約克鎮號、列星頓號及科本斯號，負責奪取制空權；第二分隊有旗艦企業號、貝勒森林號及蒙特利號，負責支援馬金島；第四分隊則有旗艦薩拉托加號及普林斯頓號，作後備支援。
6. ↑  Morison 1988，第330頁
7. ↑  Morison 1988，第331頁此戰碉堡山號搭載了新式的俯衝轟炸機SB2C。
8. ↑  Morison 1988，第332頁
9. ↑  Morison 1988，第333頁
10. ↑  Morison 1988，第334頁為增強防空火力，有美軍爬上停泊的SBD，操縱尾部機槍。獨立號的密集防空甚至擊毀一枚空投炸彈。
11. ↑  Morison 1988，第149頁
12. ↑  Morison 1988，第138頁
13. ↑  Morison 1988，第185頁
14. ↑  .   [2011-01-13]. （原始内容存档于2015-12-22）.
15. 1 2  Morison 1988，第197頁
16. ↑  Morison 1988，第198頁
17. 1 2 3  .   [2011-01-13]. （原始内容存档于2015-12-22）.
18. 1 2  Morison 1988，第411頁
19. 1 2 3 4  Morison 1988，第412頁
20. ↑  Morison 1988，第208頁第一分隊指揮為小李維（Jown W. Reeves, Jr.）少將，下轄旗艦企業號、約克鎮號及貝勒森林號；艾塞克斯號編入蒙哥馬利指揮的第二分隊（Task Group 58.2），並擔任旗艦；同行的航空母艦尚有無畏號及卡伯特號；第四分隊由堅達（Samuel P. Ginder）少將指揮，下轄旗艦薩拉托加號、普林斯頓號及蘭利號。
21. 1 2  .   [2011-01-13]. （原始内容存档于2011-07-16）.
22. ↑  Morison 1988，第218頁
23. ↑  Morison 1988，第320頁
24. ↑  Morison 1988，第321-325頁
25. 1 2  Morison 1988，第154-155頁第二分隊集中攻擊塞班島，而第三分隊則集中攻擊天寧島。
26. ↑  Morison 1988，第27-29頁
27. 1 2  第58特遣艦隊行動－空襲帛琉 （页面存档备份，存于） 第一分隊有旗艦企業號及科本斯號，由桑托島出發，在27日與艦隊會合；第三分隊有旗艦約克鎮號、列星頓號、普林斯頓號及蘭利號。第五分隊有旗艦薩拉托加號，在3月4日前往會合英國艦隊，空襲沙邦市（Sabang）。
28. ↑  Morison 1988，第29頁
29. ↑  Morison 1988，第31頁
30. ↑  Morison 1988，第32頁
31. ↑  Morison 1988，第34頁
32. ↑  Morison 1988，第36頁此時第一分隊旗艦為大黃蜂號，由克拉克少將指揮，下轄貝勒森林號、科本斯號及巴丹號；第二分隊仍由蒙哥馬利指揮，有旗艦碉堡山號、約克鎮號、蒙特利號及卡伯特號；第三分隊由小李維指揮，有旗艦企業號、列星頓號、普林斯頓號及蘭利號。李的五艘戰艦：北卡羅萊納號、印第安納號、麻薩諸塞號、南達科他號及阿拉巴馬號，隨同第三分隊作戰，以預防日軍聯合艦隊攻擊，後來則分成第七分隊單獨作戰。
33. ↑  Morison 1988，第37頁
34. ↑  Morison 1988，第38頁
35. ↑  Morison 1988，第40頁
36. ↑  Morison 1988，第41頁
37. ↑  Morison 1988，第174頁第一分隊由克拉克（Joseph J. Clark）少將指揮，有旗艦大黃蜂號、約克鎮號、貝勒森林號及巴丹號；第三分隊由小李維少將指揮，有旗艦企業號、列星頓號、普林斯頓號及聖哈辛托號；第四分隊由赫利爾少將指揮，有旗艦艾塞克斯號、蘭利號及科本斯號。列星頓號雖屬第三分隊，但被編為第58特遣艦隊旗艦。艦隊由在3月晉升中將的米契爾指揮。
38. ↑  Morison 1988，第234頁
39. ↑  Morison 1988，第240頁
40. ↑  Morison 1988，第250-251頁
41. ↑  Morison 1988，第251-256頁
42. ↑  Morison 1988，第260頁
43. ↑  Morison 1988，第262-263頁
44. 1 2  Morison 1988，第263-274頁
45. ↑  Morison 1988，第266-267頁
46. ↑  Morison 1988，第268頁
47. ↑  Morison 1988，第270-271頁
48. ↑  Morison 1988，第272頁
49. ↑  Morison 1988，第273-274頁
50. ↑  Morison 1988，第290頁
51. ↑  Morison 1988，第291頁
52. ↑  Morison 1988，第292頁
53. ↑  Morison 1988，第294頁
54. ↑  Morison 1988，第295-301頁
55. ↑  Morison 1988，第301頁
56. ↑  Morison 1988，第302頁
57. ↑  Morison 1988，第303頁
58. ↑  Morison 1988，第304頁
59. ↑  Morison 1988，第307頁
60. ↑  Morison 1988，第307-308頁
61. ↑  Morison 1988，第309,311頁
62. ↑  Morison 1988，第311-313頁
63. 1 2 3 4 5 6  .   [2011-01-13]. （原始内容存档于2011-07-16）.
64. ↑  第38特遣艦隊行動－雷伊泰灣 （页面存档备份，存于）8月26日時，第一分隊由麥凱恩中將指揮，下轄旗艦胡蜂號、大黃蜂號、科本斯號及蒙特利號；第三分隊由薛曼指揮，下轄旗艦艾塞克斯號、艦隊旗艦列星頓號、蘭利號及普林斯頓號；第四分隊由戴維森少將指揮，下轄旗艦富蘭克林號、企業號、聖哈辛托號及貝勒森林號。
65. 1 2 3  Morison 1988，第13頁
66. 1 2 3  .   [2011-01-13]. （原始内容存档于2011-07-16）.
67. ↑  Morison 1988，第91頁
68. ↑  Morison 1988，第93頁福留繁在指揮部看到多架飛機被擊落，鼓掌稱快，但下一刻才發現墜地的均為日機，不禁哀嘆日軍攔截只是「以卵擊石」。
69. ↑  Morison 1988，第95-100頁
70. ↑  Morison 1988，第101-104頁
71. ↑  見第84魚雷機隊（VT-84）簡介 （页面存档备份，存于）。艾塞克斯號於1944年尾開始搭載F4U，但只有一支機隊；碉堡山號此行則以F4U為主，僅有少量F6F跟隨VF-84。
72. ↑  Morison 1988，第183頁
73. ↑  Morison 1988，第21頁第一分隊由克拉克指揮，有旗艦大黃蜂號、胡蜂號、班寧頓號及貝勒森林號；第二分隊由戴維森指揮，有旗艦列星頓號、漢考克號及聖哈辛托號；第四分隊由拉德福（Arthur W. Radford）指揮，有旗艦約克鎮號、蘭道夫號、蘭利號及卡伯特號；第五分隊（夜戰航空母艦）由馬提亞·賈納（Matthias B. Gardner）少將指揮，有旗艦企業號及薩拉托加號。第五分隊於2月21日因薩拉托加號受創而一度解散，但最終在23日重組，直至3月12日企業號返抵烏利西為止。
74. ↑  Morison 1988，第22頁
75. ↑  Morison 1988，第24-25頁
76. ↑  Morison 1988，第44-45頁
77. ↑  Morison 1988，第52-57頁
78. ↑  Morison 1988，第57-59頁
79. ↑  第58特遣艦隊行動－冰山行動－至1945年4月7日 （页面存档备份，存于）第一分隊基本不變；第二分隊旗艦改為富蘭克林號，同行艦有蘭道夫號及聖哈辛托號。列星頓號在3月初隨艦隊到烏利西後，返回美國普吉灣維修；而蘭道夫號在3月11日於港內被自殺飛機攻擊受創，要到4月7日才啟程往會合艦隊；第四分隊有旗艦約克鎮號、企業號、無畏號、蘭利號及獨立號。由於第二及第四分隊屢屢受創，使艦隻在作戰期間有多次轉移，編制並不持續完整。
80. 1 2  Morison 1988，第94-97頁
81. ↑  Morison 1988，第97-100頁詳細調動內容，可以約克鎮號及大黃蜂號之航海日誌互證。
82. ↑  Morison 1988，第101-102頁
83. ↑  Morison 1988，第196-197頁日軍飛機數量出自日方數據，而美軍僅可估計擊落數量。
84. ↑  Morison 1988，第200, 203頁
85. 1 2  Morison 1988，第203頁
86. ↑  Morison 1988，第205頁
87. ↑  Morison 1988，第205-209頁由於攻擊機隊甚多，美軍飛機無法妥善協調攻擊，引起頗多混亂，故此難以確認何者成功命中大和號，亦無法確定大和號共命中多少炸彈及魚雷；美軍亦誤認矢矧號為同級艦阿賀野號；而矢矧號最終身中12枚炸彈及七枚魚雷方告沉沒。整日美軍的攻擊機隊共有386架，第一分隊佔113架；第三分隊167架；第四分隊106架。
88. 1 2  .   [2011年1月13日]. （原始内容存档于2011年7月16日）.
89. ↑  Morison 1988，第209-211頁
90. ↑  Morison 1988，第221-230頁
91. ↑  Morison 1988，第248-249頁
92. ↑  Kennedy 2009，第278-280頁
93. ↑  Kennedy 2009，第284-287頁
94. ↑  Kennedy 2009，第290-293頁
95. ↑  Kennedy 2009，第299,330-331頁
96. ↑  Kennedy 2009，第309頁
97. ↑  Kennedy 2009，第340-343頁
98. 1 2  Morison 1988，第262-263頁
99. ↑  Kennedy 2009，第399頁
100. ↑  Kennedy 2009，第428,433-436頁
101. 1 2 3 4 5 6  .   [2009-07-05]. （原始内容存档于2019-08-27）.